# Нівкі (Мазовецьке воєводство)
Нівкі (пол. Niwki) — село в Польщі, у гміні Зволень Зволенського повіту Мазовецького воєводства.
Населення — 311 осіб (2011).
У 1975-1998 роках село належало до Радомського воєводства.

## Демографія
Демографічна структура станом на 31 березня 2011 року:
|          | Загалом | Допрацездатний вік | Працездатний вік | Постпрацездатний вік |
| -------- | ------- | ------------------ | ---------------- | -------------------- |
| Чоловіки | 161     | 41                 | 101              | 19                   |
| Жінки    | 150     | 30                 | 91               | 29                   |
| Разом    | 311     | 71                 | 192              | 48                   |